# Västmexikansk gök
Västmexikansk gök (Piaya mexicana) är en nyligen urskild fågelart i familjen gökar inom ordningen gökfåglar.

## Utbredning och systematik
Fågeln förekommer i västra Mexiko.. Den kategoriserades tidigare underart till ekorrgök (Piaya cayana), men gavs 2014 artstatus av Birdlife International och IUCN, 2025 av AviList.

## Status
IUCN kategoriserar den som livskraftig.